# Eukelade
Eukelade /juːˈkɛlədiː/, còn được gọi là Jupiter XLVII là một vệ tinh dị hình chuyển động ngược của sao Mộc. Nó được phát hiện bởi một nhóm các nhà thiên văn học từ Đại học Hawaii do Scott S. Sheppard dẫn đầu năm 2003 và được chỉ định tạm thời S/2003 J 1.
Eukelade có đường kính khoảng 4 km, và khoảng cách trung bình so với quỹ đạo của sao Mộc là 23.484.000 km trong 693,02 ngày, với độ nghiêng 164° so với mặt phẳng hoàng đạo (165° so với xích đạo của Sao Mộc), có quỹ đạo ngược hướng với độ lệch tâm là 0,2829.
Nó được đặt tên vào tháng 3 năm 2005 theo tên của Eucelade, được một số nhà văn Hy Lạp mô tả là một trong những người Muse, và do đó là con gái của thần Zeus (Jupiter).
Eukelade thuộc nhóm Carme, được tạo thành từ các vệ tinh dị hình chuyển động nghịch hành quanh Sao Mộc ở khoảng cách từ 23 đến 24 Gm và ở độ nghiêng khoảng 165°.